# De man van La Mancha
De man van La Mancha (Man of La Mancha) is een van oorsprong Amerikaanse musical uit 1965, die is gebaseerd op de door Cervantes geschreven roman De vernuftige edelman Don Quichot van La Mancha. In 1968 ging in Amsterdam de Nederlandse versie in première, met in de hoofdrollen Lex Goudsmit, Carry Tefsen en Guus Hermus.

## Geschiedenis
De eerste versie van De man van La Mancha was een toneelstuk van anderhalf uur, met als titel I, Don Quixote, geproduceerd voor en te zien op de Amerikaanse tv in 1959. De uitzending werd goed ontvangen en de auteur, Dale Wasserman, vond dat er meer van te maken was. Het stuk werd eerst aangepast om op Broadway uit te voeren, maar deze versie werd door de producenten niet omarmd. Op advies van regisseur Albert Marre maakte Wasserman van het toneelstuk een musical, waarbij de liedjes werden geschreven door Joe Darion (tekst) en Mitch Leigh (muziek). De originele Amerikaanse productie is vanaf 1965 meer dan 2000 keer opgevoerd. Om de belangrijkste - en dubbele - rollen toe te lichten in het kort hetgeen op het toneel te zien is: een kerker, waarin Cervantes en een aantal andere gevangenen wachten op een proces bij de Spaanse Inquisitie. Cervantes en de medegevangenen vertellen en spelen het verhaal van de dwaze ridder Don Quichot en zijn metgezel Sancho Panza, waarbij Don Quichot in de simpele vrouw Aldonza zijn droomvrouw Dulcinea ziet. De belangrijkste rollen zijn en werden in deze productie gespeeld door:
- Cervantes / Don Quichot – Richard Kiley
- Aldonza / Dulcinea – Joan Diener
- Sancho Panza – Irving Jacobsen

## Nederlandstalige producties

### Verleden

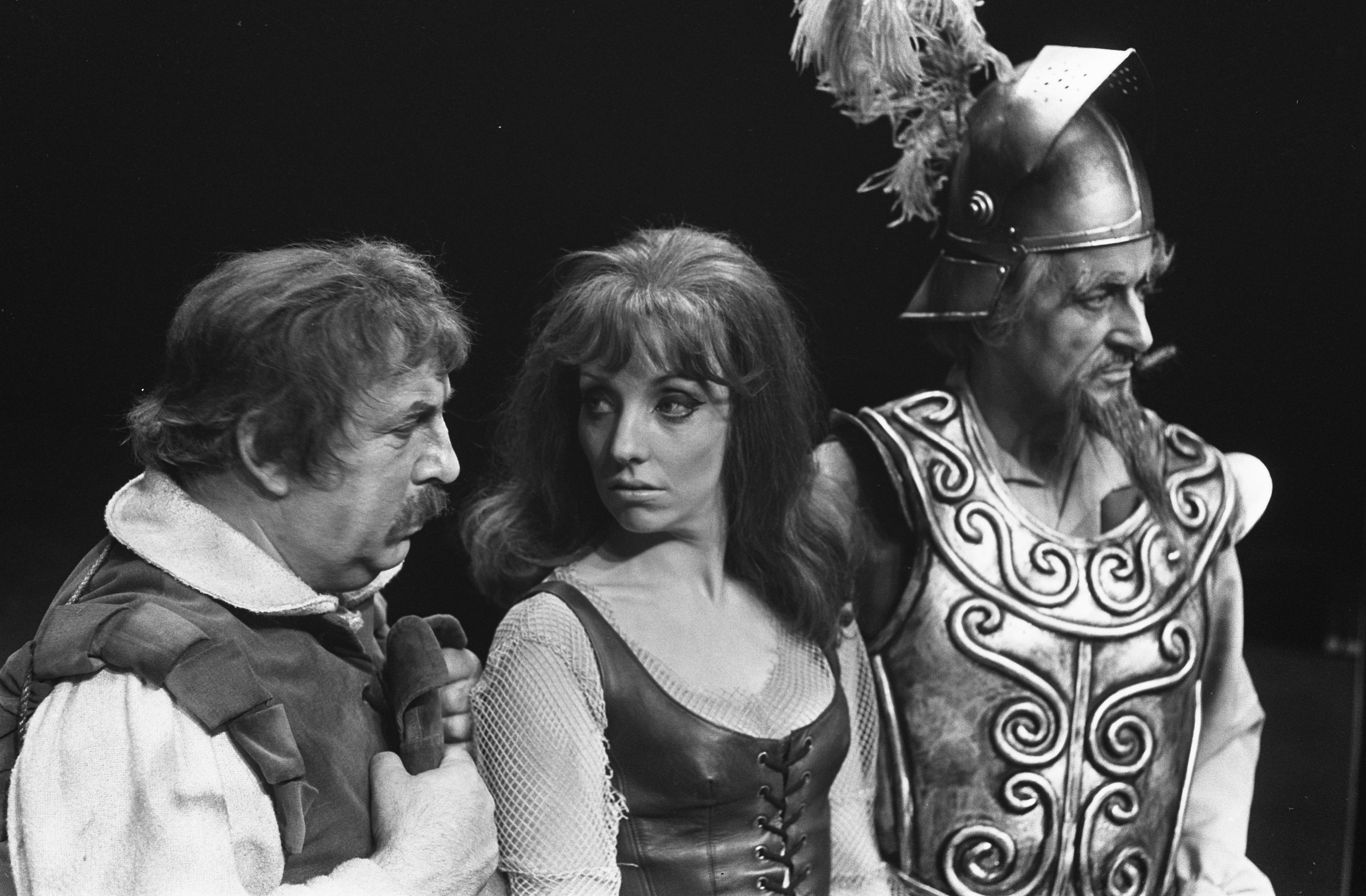
Lex Goudsmit, Carry Tefsen en Guus Hermus (1968)

In 1968 is voor het eerst een Nederlandse productie uitgevoerd, in eerste instantie geproduceerd door K.W. Producties, later na het faillissement van K.W. producties door Opera Forum (medio 1969). De première hiervan vond plaats op 23 december 1968 in Theater Carré te Amsterdam. De liedjes werden naar het Nederlands vertaald door Emile Lopes Dias, het script door Anny Kijzer. Het script is in boekvorm uitgekomen. De liedjes uit de voorstelling zijn verschenen op een langspeelplaat, die in de afgelopen jaren gedigitaliseerd is en daardoor weer beperkt verkrijgbaar is op cd. De belangrijkste rollen werden gespeeld door:
- Cervantes / Don Quichot – Guus Hermus
- Aldonza / Dulcinea – Carry Tefsen *
- Sancho Panza – Lex Goudsmit, later John Kraaijkamp sr.,[3] alsmede Johan van Haagen van Opera Forum[4]

Een andere Nederlandstalige productie die het vermelden waard is, is die van het Koninklijk Ballet van Vlaanderen. De première vond plaats op 11 oktober 1993 in de Antwerpse vestiging van de Vlaamse Opera en is gedurende twee seizoenen uitgevoerd. De vertaling werd verzorgd door Stef Bos. De belangrijkste rollen werden gespeeld door:
- Cervantes / Don Quichot – Ramses Shaffy
- Aldonza / Dulcinea – Janke Dekker
- Sancho Panza – Werther Vander Sarren

 * Op de première werd de rol van Aldonza gespeeld door Anke Brokstra, Tefsen was eerst understudy maar nam spoedig na de première de rol van Aldonza over van Brokstra.

### Seizoen 2008-2009

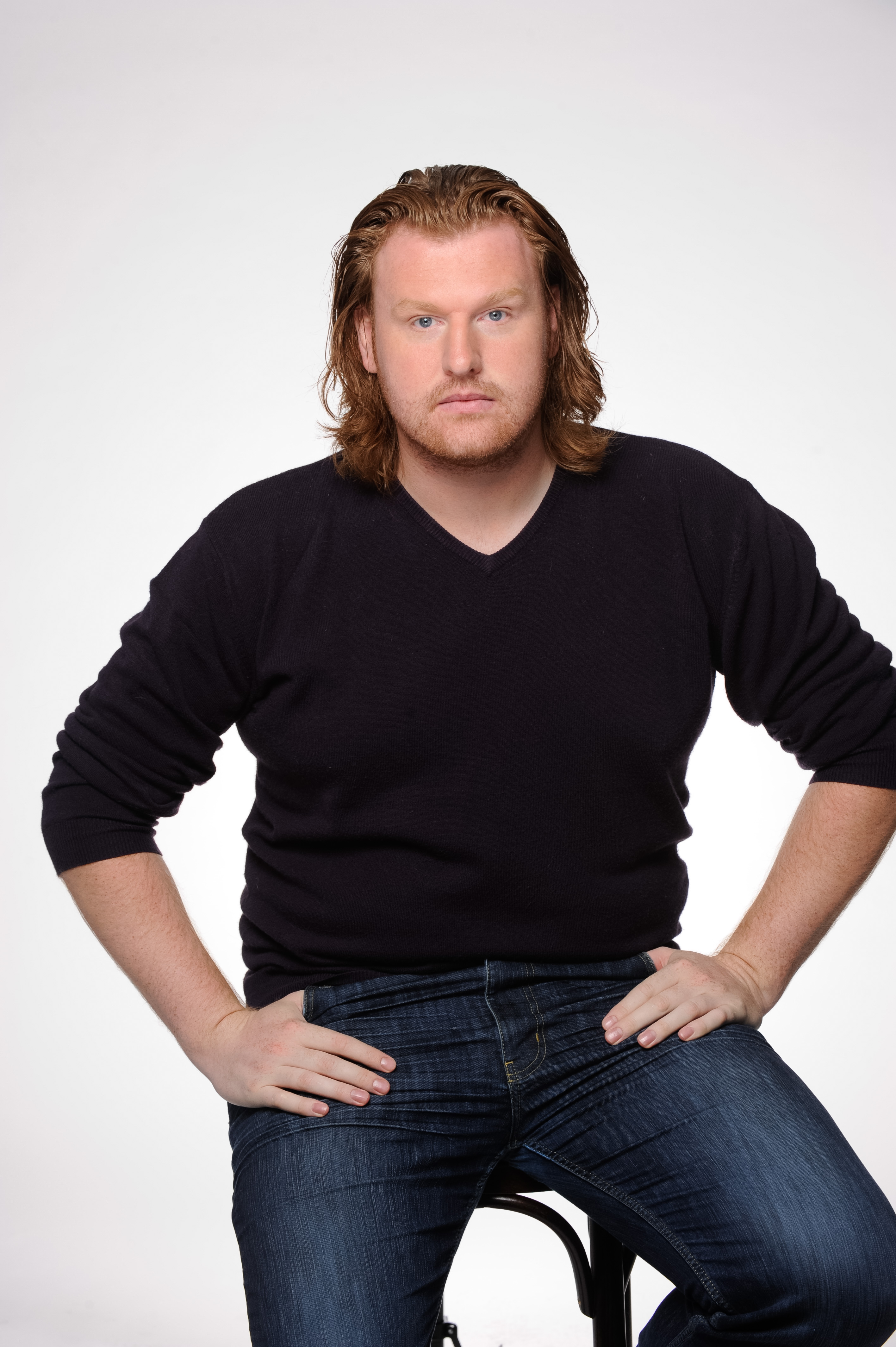
Milan van Weelden ontving in 2009 de John Kraaijkamp Musical Award voor zijn eerste rol in De man van La Mancha

In het seizoen 2008-2009 werd de musical opnieuw opgevoerd in een productie van Theatergezelschap Opus One, onder regie van Aike Dirkzwager. Het was Peter Faber zelf die Opus One de suggestie heeft gedaan de rechten voor het op de planken zetten van deze musical in handen te krijgen en zelf de hoofdrol te gaan spelen. Faber, die in 2008 tevens 65 is geworden, vierde met zijn rol als Cervantes / Don Quichot ook zijn vijftigjarige theaterjubileum. De rol van Aldonza / Dulcinea werd gespeeld door Marjolein Teepen, die in september 2007 tijdens het tv-programma Op zoek naar Evita al een opvallende en eigentijdse versie van het titelnummer heeft gebracht. Frans Schraven nam de rol van Sancho Panza waar.
De kleinere rollen werden gespeeld door:
- Pastoor (Padre) - Milan van Weelden
- Hertog / Dr. Carrasco - Paul van Utrecht
- Gouverneur / Herbergier - Simon Zwiers
- Maria, vrouw van Herbergier - Fardoe Swaanswijk
- Antonia - Debbie Beukers
- Huishoudster - Fardoe Swaanswijk
- Kapper (Barbier) - John Jacobs

De muildierdrijvers waren:
- Pedro - Milan van Weelden
- Anselmo - John Jacobs
- Vier overige muildierdrijvers - Erik Hofland, Gert Wantenaar, Renato Freyggang en Debbie Beukers

De Moorse dansers waren:
- Pooier - Renato Freyggang
- Hoer - Fardoe Swaanswijk

De rol van Kapitein van de Inquisitie werd niet door een acteur gespeeld, maar zijn stem, die ingesproken is door Roberto de Groot, was wel te horen. Op 10 april 2009 is de rol van Aldonza / Dulcinea vertolkt door Debbie Beukers, omdat Marjolein Teepen geveld was door een virus.
Het orkest bestond uit:
- Gitaar - Paul van Utrecht
- Gitaar / Mondharmonica / Percussie - Erik Hofland
- Basgitaar / Percussie / Zingende zaag - Simon Zwiers
- Dwarsfluit / Percussie - Renato Freyggang
- Accordeon - Gert Wantenaar

De nieuwe Nederlandse productie nam Jacques Brels interpretatie (zie verder) als vertrekpunt. De leden van het live-orkest in deze productie, dat onder leiding staat van Paul van Utrecht, stonden ook op het toneel en namen rollen voor hun rekening. De productie was vanaf 6 december 2008 te zien in en ging na een tiental try-outs op 21 december 2008 in première in de Schouwburg Amstelveen. Na 83 voorstellingen in kleine en middelgrote Nederlandse theaters werd op 17 april 2009 deze toer afgesloten. Een extra voorstelling heeft op 7 april plaatsgevonden in Theater Carré, het theater waar meer dan 40 jaar geleden de eerste Nederlandstalige uitvoering in première ging. In de 2008-versie waren de tekst en de liedjes door Coot van Doesburgh van een nieuwe en eigentijdse vertaling voorzien, waarbij ook de oorspronkelijke Engelstalige woordgrappen zo werden vertaald, dat deze ook in het Nederlands opvallend grappig klonken. Ook de naam die de 'ridder' Quichot krijgt was anders geworden: "Graaf van de Grote Droefenis". Van deze productie zijn geen opnames op cd of dvd verschenen.
Milan van Weelden heeft op 8 juni 2009 de John Kraaijkamp Musical Award gewonnen voor Beste Mannelijke Bijrol in een Kleine Musical voor zijn rollen in deze productie.

### Seizoen 2023-2024
In het seizoen 2023-2024 wordt de musical opnieuw uitgevoerd, ditmaal geproduceerd door de Theateralliantie, onder regie van Ruut Weissman. Het script is vertaald door Rob de Graaf en de liedteksten door Huub van der Lubbe, die ook de rol van Cervantes / Don Quichot voor zijn rekening neemt. De rol van Aldonza / Dulcinea wordt gespeeld door Lucretia van der Vloot en Dragan Bakema speelt Sancho Panza.

## Vertaling van Jacques Brel
In 1968 heeft Jacques Brel, na het zien van de musical op Broadway, een Franse vertaling en bewerking gemaakt (l’Homme de la Mancha). Brel nam de regie en de rol van Don Quichot voor zijn rekening. Joan Diener speelde opnieuw de rol van Aldonza. Op 4 oktober 1968 vond de première plaats van deze versie in de Koninklijke Muntschouwburg te Brussel. Vanaf 11 december 1968 was deze productie te zien in Parijs. Ook van de liedjes uit deze versie is een studio-opname gemaakt, opgenomen van 23 tot en met 27 november 1968. Deze lp is in 2003 ook op cd uitgebracht. Fragmenten van repetities voor de musical zijn in 2003 op dvd verschenen.
In Luik was in de periode 1997 - 1998 een andere Franstalige productie te zien, gebaseerd op Brels vertaling, met in de hoofdrollen José van Dam als Cervantes / Don Quichot en Alexise Yerna als Aldonza / Dulcinea. Van een van de voorstellingen (april 1998) is een live-opname gemaakt waarvan alle liedjes en een aantal hoogtepunten in 1998 op cd zijn uitgebracht.

## Film
In 1972 is de musical verfilmd onder regie van Arthur Hiller. De titelrol werd vertolkt door Peter O'Toole, James Coco speelde Sancho en Sophia Loren was Aldonza. De film volgt grotendeels letterlijk het musicalscript, met enkele uitzonderingen:
- De liedjes What does he want of me? en To each his Dulcinea komen niet voor.
- De film begint met de arrestatie van Cervantes, een scène die niet in de musical voorkomt.

Vanwege de matige zangkwaliteit van Peter O'Toole zijn de door hem gezongen nummers opnieuw ingezongen door Simon Gilbert.

## Verhaal
Het verhaal, met tussen haakjes verwijzingen naar de liedjes, is als volgt.
Het is de late zestiende eeuw. Mislukt schrijver-soldaat-acteur en belastinggeld-inzamelaar Miguel de Cervantes is door de Spaanse Inquisitie, samen met zijn metgezel, in een kerker gegooid. De twee hebben al hun bezittingen bij zich. In de kerker worden ze door de medegevangenen, onder leiding van de Gouverneur en de cynische Hertog, gedwongen deel te nemen aan een nepproces. Als Cervantes schuldig bevonden wordt zal hij zijn bezittingen moeten overdragen. Cervantes stemt hiermee in, maar wil een kostbaar manuscript achterhouden. Hij wil zich daarom in het proces verdedigen. Dat wil hij doen in de vorm van een toneelstuk, waarin alle gevangenen een rol spelen. Dit wordt geaccepteerd.
Cervantes transformeert zich in Alonso Quijana, een oude heer die veel boeken van ridderlijkheid heeft gelezen. Hij heeft zoveel nagedacht over onrecht dat hij niet meer normaal kan denken en nu van mening is dat hij als een dolende ridder verder moet gaan om het onrecht te gaan bestrijden. Quijana hernoemt zichzelf tot Don Quichot van La Mancha en wil samen met zijn "chaperonne" Sancho Panza de wereld verbeteren.
Als ze samen op stap gaan ziet hij een windmolen aan voor een reus en wil deze verslaan, een herberg voor een kasteel, en, eenmaal in de herberg aangekomen, het scheerbekken van de Barbier voor een speciale helm die de drager onoverwinnelijk maakt. In de herberg ziet Don Quichot zijn droomprinses Dulcinea, maar het is in werkelijkheid het meisje van lichte zeden Aldonza. Quichot is heel vriendelijk tegen haar, maar Aldonza begrijpt daar niets van. Vertwijfeld vraagt ze aan Sancho waarom hij Quichot volgt. Aldonza is niet gewend dat mannen aardig tegen haar zijn. Sterker nog, voor weinig geld moet ze naar bed met een van de muildierdrijvers, het kan haar niet eens schelen wie, uiteindelijk wordt Pedro uitgekozen. Ondertussen is ook kennisgemaakt met Antonia, de nicht van Quichot en enige erfgenaam. Zij en vooral haar verloofde Dr. Carrasco (die wordt gespeeld door de Hertog) zijn uit op zijn geld en willen hem weer normaal maken. Dat proberen ze eerst te doen door de pastoor in te schakelen, die echter erkent dat het najagen van een droom, of meer in het algemeen het proberen te bereiken van een doel, zin geeft aan het leven.
Quichot verzoekt de herbergier (die wordt gespeeld door de Gouverneur) om hem tot ridder te slaan, maar dan moet Quichot eerst buiten een nachtwake doen over zijn wapens. Dat gebeurt en Quichot ziet Aldonza, die nog steeds niet met Pedro naar bed is gegaan, omdat ze worstelt met de aandacht die Quichot haar gaf. Quichot zingt dan Een onmoog'lijke droom. Pedro komt ook naar buiten en slaat Aldonza, omdat ze hem zo lang laat wachten. Quichot komt tussenbeide en begint met Pedro te vechten. Samen met Aldonza en Sancho worden Pedro en de inmiddels toegesnelde andere muildierdrijvers verslagen.
Quichot moet de herberg verlaten, maar wordt door de herbergier nog wel tot Ridder van de droevige figuur geslagen. De wetten van de ridderlijkheid eisen volgens Quichot, dat de slachtoffers weer op de been worden geholpen. Aldonza doet dat, want Quichot is daarvoor te zwak, maar de muildierdrijvers slaan haar, verkrachten haar en nemen haar mee. Van dit laatste is Quichot niet op de hoogte, hij hoort pas wat er gebeurd is als hij Aldonza onder de blauwe plekken weer in de herberg ziet. Quichot en Sancho moesten terugkeren naar de herberg omdat zij al hun bezittingen hadden afgegeven aan Moorse dansers. Quichot wil Aldonza wreken, maar zij wil echter niets meer met hem te maken hebben. Dan komt een ridder binnen met zijn gevolg met spiegels als schilden, de Ridder in de Spiegels. Die beledigt Aldonza en Quichot verdedigt haar en valt de ridder aan. Quichot kan echter niets uitrichten want hij ziet in de spiegels zijn eigen spiegelbeeld en deinst daarvoor terug, schrikt daarvan. De ‘Ridder in de spiegels’ blijkt Dr. Carrasco te zijn, de toekomstige echtgenoot van Antonia. Carrasco wil Quichot weer bij zinnen brengen en als Quichot instort vertelt hij hem dat dit de enige mogelijkheid was om Quichot weer beter te maken.
Quichot/Quijana echter raakt in coma en ontwaakt hieruit door een vrolijk lied van Sancho. Quichot is nu volkomen normaal en herinnert zich zijn dwaas bestaan slechts als een droom. Dan stormt Aldonza binnen die niet meer kan verdragen dat zij Dulcinea niet is. Eerst herkent Quichot haar niet maar zij zingt Dulcinea en een aantal regels uit een onmoog'lijke droom. Quichot herinnert zich nu alles weer en wil uit bed stappen om zijn weg als ridder te gaan vervolgen. Echter gedurende het zingen van de tweede reprise van het titelnummer De man van La Mancha kreunt hij en valt dood neer. Aldonza verklaart dat ze voortaan Dulcinea is en dat voor haar Don Quichot altijd zal blijven leven.
De inquisitie komt binnen om Cervantes mee te nemen naar het proces. De gevangenen vinden hem niet schuldig en geven hem zijn manuscript terug. Het is, natuurlijk, zijn (nog) onafgewerkte roman over Don Quichot de La Mancha. Als Cervantes en zijn dienaar ten slotte de trap naar hun naderende proces betreden zingen de gevangenen als afscheid Een onmoog’lijke droom.

## Thematiek[12]

### Centraal thema
In een speech, die de Amerikaanse president John F. Kennedy had voorbereid om op 22 november 1963, de dag waarop hij werd doodgeschoten, uit te spreken, wilde hij zeggen: “In dit land zijn wij de verkenners op de muren van vrijheid. We vragen daarom, dat we ons bewust zijn van onze macht en onze verantwoordelijkheid om het aloude visioen van vrede op aarde te bereiken.” Dit is het centrale thema van deze musical, een product van de zestiger jaren, met op de achtergrond deze turbulente periode van oorlogsdreiging, de rassenproblematiek en toenemend wantrouwen in de Amerikaanse regering. Of meer algemeen, over (politieke) onrust in elke periode en de verantwoordelijkheid die eenieder heeft om van de wereld een betere wereld te maken.

### Idealisme versus realiteit
In de musical staan de karakters van Don Quichot en Dr. Carrasco lijnrecht tegenover elkaar. De Padre (Pastoor) staat tussen hen in.
- Quichot, de idealist, die gelooft dat liefde alles overwint en feiten ziet als de vijand van de waarheid, omdat feiten kunnen worden gebruikt om elke standpunt te staven, zoals politici vaak hebben gedaan. Alhoewel tegen geweld, gaat hij geweld niet uit de weg om zijn doel te bereiken. Gezien zijn idealisme is Quichot eigenlijk de eerste hippie.
- Carrasco, afgestudeerd aan de universiteit, heeft een beperkt blikveld. Alleen zijn perceptie van de wereld kan waar zijn, alleen dingen waarvoor bewijs van juistheid kan worden geleverd worden voor waar aangenomen. Omdat andere meningen of opvattingen door hem niet worden geaccepteerd, wil hij - kostte wat het kost – Quichot genezen van zijn dwaasheid.
- Alhoewel de Padre ook denkt dat Quichot gek is geworden, vraagt hij zich af of Quichot niet beter kan voortleven in zijn droomwereld. Hij realiseert zich dat het wegnemen van iemands droom voor een persoon dramatisch kan zijn, of zelfs een reden om niet meer verder te willen leven. Dit is de gedachte achter het lied To Each his Dulcinea.

### Hoop op een betere wereld
Quichot ziet in Aldonza zijn droomvrouw Dulcinea. Aldonza’s wereld is beperkt, ze ziet mensen als maden die over de mestvaalt heen kruipen, waar honger, een pak slaag krijgen, of te worden misbruikt aan de orde van de dag zijn. Aldonza begint te geloven dat Quichot de wereld en daardoor ook haar wereld kan verbeteren en wordt verliefd op hem. Haar geloof in Quichot komt haar duur te staan, waardoor haar ‘wedergeboorte’ afbreekt. Quichot wil een doorbraak forceren tijdens het lied Aldonza, maar voor haar is het op dat moment allemaal te veel en ze stort in. Na enige tijd om erover na te denken komt het goed en is haar wedergeboorte een feit, zij is dan Dulcinea.

### Maatschappij accepteert geen tegenliggers
Ook al is de mensheid in algemene zin momenteel toleranter en minder rechtlijnig dan de Spaanse Inquisitie uit de Middeleeuwen, ook in de tegenwoordige tijd kunnen mensen die een hoger doel nastreven, het knap lastig worden gemaakt of het met de dood moeten bekopen. Voorbeelden hiervan zijn Gandhi en Martin Luther King. Quichot wilde niet buigen en moest barsten.

### Andere thema's
- Vriendschap: Sancho Panza staat vanaf het begin achter Quichot en blijft dat doen, ook als Quichot laat merken dat hij de werkelijkheid uit het oog verliest.
- Hebzucht: Carrasco’s meer materiële reden om Quichot te genezen is het familiefortuin dat naar Quichots nicht Antonia, Carrasco’s verloofde zal gaan, tenzij Aldonza door Quichot wordt aangewezen als erfgenaam.

## Liedjes
De muzikale en gezongen nummers uit de Nederlandse productie van 1968 die zijn uitgebracht op lp (cd):
1. Ouverture
2. Ik ben Don Quichot (De man van La Mancha) - Don Quichot en Sancho Panza
3. 't Blijft me gelijk - Aldonza
4. Dulcinea - Don Quichot
5. Ik denk alleen maar aan hem - Antonia, huishoudster en pastoor
6. Ik mag hem - Sancho Panza en Aldonza
7. Wat wil hij toch van mij? - Aldonza
8. Ik ben een klein barbiertje / Gouden glorie van Mambrino - Barbier / Barbier, Don Quichot, ensemble
9. Voor elk zijn Dulcinea - Pastoor
10. Een onmoog'lijke droom - Don Quichot
11. Vogel zing, vogel zing - Muildierdrijvers
12. Ridder van de droevige figuur - Herbergier, Don Quichot, Aldonza en Sancho Panza
13. De verkrachting - Anselmo (een van de muildierdrijvers)
14. Aldonza - Aldonza en Don Quichot
15. Een beetje kletsen - Sancho Panza
16. Sterfscène en finale - Aldonza, Don Quichot, pastoor, ensemble

De volgende nummers, met oorspronkelijke titel, behoren wel tot de musical maar zijn niet op de lp van de Nederlandse productie verschenen:
- The Combat (qua volgorde in het verhaal tussen 10 en 11)
- Moorish Dance (tussen 13 en 14)
- Knight of the Mirrors (tussen 14 en 15)

## Selectieve discografie[13]
| Productie                     | Jaar | Don Quichot                   | Medium en referentie *              | Speelduur   | Opname  | Bijzonderheden                             |
| ----------------------------- | ---- | ----------------------------- | ----------------------------------- | ----------- | ------- | ------------------------------------------ |
| Origineel Broadway            | 1965 | Richard Kiley                 | CD: MCA 31065                       | 46.33 min.  | Studio  |                                            |
| Origineel London              | 1968 | Keith Mitchell                | 2LP: Decca DXSA-7203                | 86.27 min.  | Studio  | Bijna volledige registratie van de musical |
| Origineel Nederland           | 1968 | Guus Hermus                   | CD (oorspr. LP: Philips PY-844-085) | 47.27 min.  | Studio  |                                            |
| Origineel Belgisch, Frans     | 1968 | Jacques Brel                  | CD: EMI 839586                      | 45.28 min.  | Studio  |                                            |
| Film Soundtrack               | 1972 | Peter O’Toole / Simon Gilbert | CD: Varèse 302 066 648 2            | 39.58 min.  | Studio  |                                            |
| Belgisch                      | 1998 | José van Dam                  | CD: Forlane 16782                   | 68.48 min.  | Theater |                                            |
| Covent Garden Festival London | 2000 | Ron Raines                    | 2CD: TER CDTER2 1263                | 124.53 min. | Studio  | Volledige registratie van de musical       |
| Broadway                      | 2002 | Brian Stokes Mitchell         | CD: RCA 09026-64007-2               | 52.14 min.  | Studio  |                                            |

 * Natuurlijk zijn de eerste vijf opnamen eerst op lp uitgebracht, alleen van de Londense productie is nog geen cd uitgebracht.
'14-'18 · '40-'45 (België) · '40-'45 (Nederland) · 1830 · De 3 Biggetjes · 3 Musketiers · Aida · Albert I · Alice in Wonderland · A xXxmas Carola · Anatevka · Assepoester · Belle en het Beest · Billie Holiday · Bloedbroeders · The Bodyguard · Cabaret · Camelot · Cats · Chicago · Ciske de Rat · Cyrano de Bergerac · De Schone van Boskoop · Daens · Damiaan · Dirty Dancing · Doe Maar! · Domino · Doornroosje · Dracula · Drood · Elisabeth · Evita · Fame · De Finale · Flashdance · Foxtrot · Goodbye, Norma Jeane · Grease · Hair · High School Musical · De Jantjes · Jeanne d'Arc · Jekyll & Hyde · Jersey Boys · Jesus Christ Superstar · Kadanza · De kleine zeemeermin · Koning van Katoren · Kruimeltje · Kuifje: De Zonnetempel · Kunt u mij de weg naar Hamelen vertellen, mijnheer? · The Last Five Years · Lelies · The Lion King · The Little Mermaid · Love Story · Lover of Loser · Mamma Mia! · De man van La Mancha · Marie-Antoinette · Mary Poppins · Les Misérables · Miss Saigon · Moulin Rouge! De Musical · Muerto! · De Muze van Rubens · My Fair Lady · On Your Feet! · Op hoop van Zegen · Oorlogswinter · The Passion · Pauline & Paulette · The Phantom of the Opera · Pinokkio · Red Star Line · Rembrandt · Robin Hood · Romeo en Julia, van Haat tot Liefde · De Rozenoorlog · Rubens · Shhh...it happens! · Shrek · Soldaat van Oranje · Spring Awakening · De sprookjesmusical Klaas Vaak · Sneeuwwitje · The Sound of Music · Tarzan · Titanic · Turks fruit · Urinetown · De Vliegende Hollander · Wat Zien Ik?! · Wicked · The Wild Party · Willem & Frieda: Roze Verzet · The Wiz · Wickie de viking de musical
    Portaal Musical